# Jaroslav de Wijze
Jaroslav I de Wijze (Oekraïens: Ярослав Мудрий; Russisch: Ярослав Мудрый) (Kiev, ca. 978 - Vysjhorod, 20 februari 1054) was een van de vele zonen van Vladimir van Kiev en uiteindelijk alleenheerser van het rijk van Kiev.
Als jonge man werd Jaroslav door zijn vader benoemd tot bestuurder van Rostov. In 1010 kreeg hij het bestuur over Novgorod; in die periode stichtte hij ook de stad Jaroslavl aan de Wolga. In 1014 kreeg hij een conflict met zijn vader over belastingen. Vladimir dreigde met oorlog maar dat werd voorkomen door zijn dood in 1015. Jaroslav werd zelfstandig vorst van Novgorod.
Als de oudste van de dynastie probeerde Svjatopolk van Toerov de macht over het gehele Kievse Rijk te verwerven. Jaroslav wist Svjatopolk te verslaan, die zijn toevlucht zocht bij zijn schoonvader Bolesław I van Polen. Bolesław en Svjatopolk versloegen Jaroslav in 1018 en Jaroslav moest Kiev en zijn koninklijke schat prijsgeven. In 1019 kon Jaroslav, met steun van keizer Hendrik II de Heilige, Kiev weer heroveren en Svjatopolk verdrijven. In deze periode van conflicten werden de meeste van de broers en halfbroers van Jaroslav onder onduidelijke omstandigheden vermoord, onder wie Boris en Gleb die heilig werden verklaard. Jaroslavs broer Soedislav werd levenslang opgesloten. Jaroslav vaardigde ook het eerste Slavische wetboek uit. Hij gaf bijzondere voorrechten aan Novgorod, wat het begin markeerde van de Republiek Novgorod.
In 1024 kwam het tot een conflict met zijn broer Mstislav. Toen Mstislav Jaroslav had verslagen deelden zij het Kievse Rijk langs de Dnjepr, waarbij Jaroslav de stad Kiev en het westelijke deel van het rijk kreeg; Mstislav vestigde zich oostelijk in het vorstendom Tsjernigov (huidig Tsjernihiv).
Keizer Koenraad II de Saliër sloot een bondgenootschap met Jaroslav tegen Mieszko II Lambert van Polen, die zichzelf tot koning had gekroond. In een gezamenlijke oorlog verwierf Jaroslav het vorstendom Wolhynië. Met Casimir I van Polen had hij een goede relatie, die werd bezegeld met een dubbel huwelijk. Hij onderwierp de regio rond Tartu en bouwde daar een kasteel. Vervolgens moest Jaroslav terugkeren naar Kiev dat werd belegerd door de Petsjenegen. Nadat Mstislav in 1036 was overleden kon Jaroslav het rijk herenigen en wist hij de Petsjenegen definitief te verslaan. In datzelfde jaar bouwde hij de Sint-Sofiakathedraal in Kiev, ook stichtte hij de Sofiakathedraal in Novgorod.
Een aanval over zee op Constantinopel in 1043 liep uit op een mislukking maar Jaroslav wist wel een gunstig vredesverdrag te sluiten met het Byzantijnse Rijk. Hij verfraaide Kiev naar het voorbeeld van Constantinopel (hij liet o.a. een Gouden Poort bouwen) en maakte de kerk onafhankelijker van Byzantium. Zonder het medeweten van Byzantium gaf hij Russische priesters belangrijke taken in de kerk in Novgorod en Kiev. Hij breidde de handelscontacten met andere landen uit. Ook bepaalde Jaroslav dat de Russische kerk niet door een aartsbisschop maar door een metropoliet moest worden geleid. De eerste was Theopempt, een Byzantijn - de metropolieten van Kiev kwamen aanvankelijk uit Constantinopel - maar de taal van de liturgie was vanaf het begin Slavisch en niet Grieks.
Jaroslav werd begraven in de Sofiakathedraal in Kiev. Volgens een Scandinavische overlevering zou hij kreupel zijn als gevolg van een pijlwond. Onderzoek van het skelet van Jaroslav heeft dat bevestigd.
In zijn eerste huwelijk was Jaroslav getrouwd met een onbekende vrouw. Zij kregen een zoon Ilja, die jong overleed. In 1019 trouwde Jaroslav met Ingegerd (ca. 1001 - 10 februari 1050), een dochter van Olof II van Zweden. Ingegerd was oorspronkelijk verloofd met Olaf II van Noorwegen maar die verloving werd verbroken om met Jaroslav te kunnen trouwen. Zij kregen de volgende kinderen:
- Vladimir (1020 - Novgorod, 1052), 1043 prins van Novgorod en onderwierp stammen in het zuiden van Finland. Leidde rond 1045 een mislukte plundertocht naar Constantinopel. Begraven in de Sofiakathedraal van Novgorod. Zijn zoon Rostislav legde de basis voor het groothertogdom Galicië-Wolynië. Rostislav kreeg ook het bestuur over een regio aan de Zwarte Zee en zou daar in 1065 door Grieken zijn vergiftigd.
- Anastasia, tweede vrouw van Andreas I van Hongarije, na diens dood non in de abdij van Admont
- Izjaslav I van Kiev
- Elisabeth huwde met koning Harald III van Noorwegen.
- Svjatoslav II van Kiev
- Vsevolod I van Kiev
- Vjatsjeslav (ovl. ca. 1057), vorst van Smolensk
- Anna van Kiev gehuwd met Hendrik I van Frankrijk
- Igor, opvolger van Vjatsjeslav als vorst van Smolensk

In Oekraïne is in 1995 de Orde van Vorst Jaroslav de Wijze ingesteld die naar hem vernoemd is.